# Stjepan Kušar
Stjepan Kušar (Pregrada, 7. prosinca 1950.), hrvatski teolog

## Životopis
Rođen je 7. prosinca 1950. u Pregradi (Hrvatsko zagorje). Nakon mature studirao je teologiju: ljetni semestar 1970/71, na Teološkom fakultetu u Zagrebu, a od listopada 1971. na Papinskom Gregorijanskom Sveučilištu u Rimu. Godine 1973. diplomirao je na Filozofskom fakultetu Gregorijanskog Sveučilišta, a 1976. na njegovu Teološkom fakultetu. Magisterij iz teologije postiže na istom sveučilištu 1978, a doktorat iz teologije 1984. radom o spoznaji Boga u filozofiji religije njemačkog filozofa i teologa Bernharda Weltea, objavljenom na njemačkom i na hrvatskom jeziku. Predavao je na Institutu Katoličkog bogoslovnog fakulteta i Filozofsko-teološkom institutu Družbe Isusove u Zagrebu. Godine 1991. izabran je za asistenta pri katedri za filozofiju na Katoličkom bogoslovnom fakultetu u Zagrebu, 1995. za višeg asistenta, a 1997. za docenta. Od 1999. docent je na Katedri za dogmatiku na istom fakultetu, a 14. prosinca 1999. imenovan je njezinim pročelnikom. U jesen 2000. izabran je u zvanje izvanrednog profesora.
Od 1995. bio je glavni urednik znanstvenog časopisa »Bogoslovska smotra«. Do 2001. bio je član Europskog društva za katoličku teologiju i predsjednik njegove hrvatske sekcije. U ediciji Religijski leksikon koju je pripremio Leksikografski zavod »Miroslav Krleža« bio je urednik struka Kršćanska filozofija i Ateizam. Kao urednik napisao je za taj leksikon dvadesetak članaka.
Na Katoličkom bogoslovnom fakultetu Sveučilišta u Zagrebu predavao je od 1991/92. akademske godine sljedeće kolegije: teodiceja, kozmologija, epistemologija, ontologija, povijest antičke i srednjovjekovne filozofije, granična pitanja religije i prirodnih znanosti. Godine 1999. s filozofske katedre prelazi na katedru za dogmatiku te predaje kolegije: kristologija, otajstvo trojedinog Boga, teološka antropologija, eshatologija i granična pitanja religije i prirodnih znanosti.
Od 1. listopada 2001. zaposlen je u izdavačkoj kući »Kršćanska sadašnjost« u Zagrebu u svojstvu redaktora (urednik−redaktor) i prevoditelja. Od ljetnog semestra akademske godine 2013./14. predaje u zvanju redovitog profesora na Odsjeku za povijest i Odsjeku za sociologiju Hrvatskog katoličkog sveučilišta.
Objavio je sljedeće knjige: Dem göttlichen Gott entgegen denken, Freiburg i. Br. 1985.; Spoznaja Boga u filozofiji religije, Zagreb 1996., Srednjovjekovna filozofija (ur.), Zagreb 1996.; Bog kršćanske objave, Zagreb 2001.; Filozofija o Bogu, Zagreb 2001.; Obične stvari i slobodni Bog, Zagreb 2015.
Autor je studija i komentara te urednik i prevoditelj za djela: Augustin, O slobodi volje – De libero arbitrio, Zagreb 1998.; Bonaventura, Tria opuscula – Tri djelca: Brevilokvij – Put duha k Bogu – Svođenje umijeća na teologiju, Zagreb 2009.; Anselmo Canterburyski, Cur Deus homo – Zašto je Bog postao čovjekom, Zagreb 2014.
Objavio je uz to brojne članke i rasprave u raznim zbornicima te u časopisima »Bogoslovska smotra«, »Prolegomena«, »Crkva u svijetu« i »Obnovljeni život«. Prevodi s latinskog, njemačkog, francuskog i talijanskog jezika.